# Marcelo Villena Alvarado
Pour les articles homonymes, voir Villena (homonymie).
 (novembre 2011).
Si vous disposez d'ouvrages ou d'articles de référence ou si vous connaissez des sites web de qualité traitant du thème abordé ici, merci de compléter l'article en donnant les références utiles à sa vérifiabilité et en les liant à la section « Notes et références ».
Marcelo Villena Alvarado, né le 24 décembre 1965 à La Paz en Bolivie, est un écrivain et poète bolivien.

## Biographie
Marcelo Villena Alvarado est professeur de littérature à l'Universidad Mayor de San Andrés à La Paz.

## Formation
Villena a obtenu une licence, une maitrise et un DEA en lettres modernes à l'université Toulouse II-Le Mirail. Il est docteur à l'université Paris VII-Denis Diderot avec une thèse sur Roland Barthes sous la direction de Julia Kristeva.

## Œuvres

### Poèmes
- Pócimas de Madame Orlowska, Ediciones del Hombrecito Sentado, La Paz, Bolivie, 1998. 2e édition, Plural/Ediciones del Hombrecito Sentado, La Paz, Bolivie, 2004.

### Essais
- Las tentaciones de San Ricardo (Siete ensayos para la interpretación de la narrativa boliviana del siglo XX), Instituto de Estudios Bolivianos, La Paz, Bolivie, 2003 (2e édition, 2011).
- « Réquiem para un modelo: hueco y experiencia literaria en la obra de Blanca Wiethüchter » dans América. Cahiers du CRICCAL, Presses universitaires de la Sorbonne, Paris, 2005, vol. 2, 34, pages 157-165.
- El preparado de yeso (Blanca Wiethüchter, una crítica afición), Plural/IEB/Instituto de Investigaciones Literarias, La Paz, Bolivie, 2014.